# Стойкие органические загрязнители
Стойкие органические загрязнители (СОЗ; англ. Persistent organic pollutants, POPs) — органические соединения, устойчивые к разложению в результате химических, биологических и фотолитических процессов. Это токсичные химические вещества, которые отрицательно влияют на здоровье человека и окружающую среду во всём мире. Поскольку они могут переноситься ветром и водой, большинство СОЗ, образующихся в одной стране, могут и действительно воздействуют на людей и дикую природу далеко от того места, где они используются и выбрасываются.
Воздействие СОЗ на здоровье человека и окружающую среду обсуждалось международным сообществом с намерением ликвидировать или строго ограничить их производство на Стокгольмской конвенции о стойких органических загрязнителях в 2001 году.
Большинство СОЗ являются пестицидами или инсектицидами, а некоторые также являются растворителями, фармацевтическими препаратами и промышленными химикатами. Хотя некоторые СОЗ образуются естественным путем (например, из вулканов), большинство из них созданы руками человека. «Грязная дюжина» СОЗ, определённых Стокгольмской конвенцией, включает альдрин, хлордан, дильдрин, эндрин, гептахлор, гексахлоробутадиен, мирекс, токсафен, ПХД, ДДТ, диоксины и полихлорированные дибензофураны.

## Стокгольмская конвенция о СОЗ

Государства-участники Стокгольмской конвенции о стойких органических загрязнителях (на 22 октября 2022).

Стокгольмская конвенция была принята и введена в действие Программой ООН по окружающей среде (ЮНЕП) 22 мая 2001 года. ЮНЕП решила, что регулирование СОЗ необходимо решать на глобальном уровне. Целью соглашения является «защита здоровья человека и окружающей среды от стойких органических загрязнителей». Конвенция и её участники признали потенциальную токсичность СОЗ для человека и окружающей среды. Они признают, что СОЗ обладают потенциалом переноса на большие расстояния, биоаккумуляции и биоусиления. Конвенция стремится изучить, а затем решить, можно ли классифицировать ряд химических веществ, которые были разработаны человечеством, как СОЗ или нет. На первом совещании в 2001 году был составлен предварительный список химических веществ, которые классифицируются как СОЗ, названный «грязной дюжиной». По состоянию на 2014 год Стокгольмскую конвенцию соблюдают 179 стран. США по состоянию на 2022 год подписали Стокгольмскую конвенцию, но не ратифицировали её, как и ещё несколько других стран, но большинство стран мира ратифицировали конвенцию.

## Контроль и удаление в окружающей среде
Текущие исследования, направленные на минимизацию содержания СОЗ в окружающей среде, посвящены изучению их поведения в реакциях фотокаталитического окисления. СОЗ, которые чаще всего встречаются в организме человека и в водной среде, являются основными объектами этих экспериментов. В этих реакциях были идентифицированы ароматические и алифатические продукты разложения. Фотохимическая деградация незначительна по сравнению с фотокаталитической деградацией. Изученным методом удаления СОЗ из морской среды является адсорбция, которая происходит, когда поглощаемое растворённое вещество вступает в контакт с твёрдым телом с пористой структурой поверхности. Этот метод был исследован Мохамедом Нагибом Рашедом из Асуанского университета в Египте. Текущие усилия в большей степени направлены на запрет использования и производства СОЗ во всём мире, а не на удаление их.